# Turks- och Caicosöarnas fotbollsförbund
Turks- och Caicosöarnas fotbollsförbund, officiellt Turks and Caicos Islands Football Association, är ett specialidrottsförbund som organiserar fotbollen på Turks- och Caicosöarna.
Förbundet grundades 1996 och blev fullvärdiga medlemmar i Concacaf 1996. De anslöt sig till Fifa år 1998.